# Zeven tegen Thebe
Zeven tegen Thebe (Oudgrieks: Ἑπτά ἐπὶ Θήβας / Hepta epi Thēbas, Latijn: Septem contra Thebas) is een Attische tragedie van de Griekse toneeldichter Aischylos. Het werk werd opgevoerd te Athene in 467 v.Chr. en telt 1078 verzen.

## Korte inhoud
Na Oedipus’ vertrek regeerde Kreon totdat Eteokles en Polyneikes meerderjarig waren. De twee broers spraken af dat ze elk om het jaar zouden regeren. Eteokles was als eerste aan de beurt, maar wilde na een jaar de heerschappij niet uit handen geven. Polyneikes verliet daarna Thebe en ging naar Argos, waar hij trouwde. Met zijn schoonvader en vijf andere helden trok hij op tegen Thebe. Dit was de strijd van de Zeven tegen Thebe. Hun aanval op de zeven poorten van Thebe mislukte jammerlijk. Bij een van de poorten streden Eteokles en Polyneikes tegen elkaar en doodden elkaar in een tweegevecht.
Hierna werd Kreon opnieuw koning en organiseerde hij voor Eteokles een staatsbegrafenis, maar verbood hij het om Polyneikes te begraven. Voor hem was Polyneikes een landverrader, omdat hij een buitenlands leger tegen zijn eigen stad had laten optrekken.
Het stuk is erg statisch en beschrijvend: de actie wordt op het toneel voornamelijk verhaald door boden. Het koor bestaat uit Thebaanse meisjes die vol ontzetting de angstaanjagende gebeurtenissen volgen.

## Nederlandse vertalingen
- 1891 – De zeven tegen Thebe – L.A.J. Burgersdijk (metrisch)
- 1907 – Zeven op Thebe los – Karel van de Woestijne (onvolledige bewerking)
- 1923 – Zeven tegen Thebai – P.C. Boutens
- 1962 – Zeven tegen Thebe – Emiel De Waele (metrisch)
- 2024 – Zeven tegen Thebe – Patrick Lateur